# Трудармейское сельское поселение
Трударме́йское сельское поселение — упразднённое муниципальное образование в Прокопьевском районе Кемеровской области. Административный центр — посёлок Трудармейский.

## География
Общая площадь Трудармейского сельского поселения составляет — 29997 га; сенокосных угодий — 592 га; пашни — 240 га. Расстояние от Трудармейского до Прокопьевска - 69 км.

## История
Трудармейское сельское поселение образовано 17 декабря 2004 года в соответствии с Законом Кемеровской области № 104-ОЗ.

## Население
| 2010  | 2011  | 2012  | 2013  | 2014  | 2015  | 2016  |
| ----- | ----- | ----- | ----- | ----- | ----- | ----- |
| 5193  | ↘5179 | ↘5115 | ↘5083 | ↘5076 | ↘5069 | ↘5038 |
| 2017  | 2018  | 2019  |       |       |       |       |
| ↗5046 | ↘5006 | ↘4994 |       |       |       |       |

## Состав сельского поселения
| № | Населённый пункт | Тип населённого пункта          | Население |
| - | ---------------- | ------------------------------- | --------- |
| 1 | Инченково        | посёлок при станции             | 55        |
| 2 | Калиновка        | село                            | 82        |
| 3 | Канаш            | село                            | 41        |
| 4 | Трудармейский    | посёлок, административный центр | ↘4169     |
| 5 | Тырган           | посёлок при станции             | 146       |
| 6 | Углерод          | посёлок при станции             | 100       |

## Предприятия
Градообразующие предприятия –ООО птицефабрика «Трудармейская»;, аптека,  почтовое отделение связи,Трудармейское РАЙПО (3 магазина, хлебопекарня),  участок «Кузбассэнерго», ж/д станция,  супермаркет «Мария-РА», 41 индивидуальных предпринимателей, городское отделение сбербанка России 7387/132.
Социальная сфера представлена: МБОУ «Трудармейская СОШ», МАОУ ДОД «ДЮСШ», МБОУ ДОД «Трудармейский Дом детского творчества», МАДОУ «Трудармейскийдетский сад «Чебурашка», МБУ КДЦПрокопьевского муниципального района «Трудармейский дом культуры», МБОУ ЦБС Прокопьевского муниципального района «Трудармейская модельная библиотека», МП «Центральная районная аптека № 82/29», Отделение милиции №4 Межмуниципального УВД «Прокопьевское» опорный пункт №8, МАУ «Трудармейский развлекательный комплекс», МБОУ ДОД «Детская музыкальная  школа № 49».